# Périplasme

Schéma du périplasme d'une bactérie Gram- (légende en anglais).

Le périplasme est l'espace situé entre les deux barrières perméables sélectives que sont la membrane cytoplasmique (ou membrane interne) et la membrane externe chez les bactéries à Gram négatif, aussi appelé bactéries didermes. Cette zone de l'enveloppe bactérienne, aussi appelé espace périplasmique, contient une fine paroi constituée de peptidoglycane (ou muréine).
Chez les bactéries à Gram positif, aussi appelé bactéries monodermes, on ne peut pas à proprement parler de périplasme puisqu'il n'y a qu'une seule membrane biologique, la membrane cytoplasmique, la paroi ne pouvant faire office de barrière perméable sélective puisque étant poreuse. Néanmoins, un espace situé entre la membrane cytoplasmique et la paroi a été décrit comme une zone pariétale interne (IWZ : Inner Wall Zone).
Il faut aussi rappeler que les termes de bactéries à Gram négatif et à Gram positif peuvent prêter à confusion selon ce à quoi ils font référence. Pour décrire, l'architecture de l'enveloppe bactérienne il est préférable d'utiliser les termes de bactérie monoderme, diderme-LPS ou diderm-mycolate, où un périplasme est présent dans ces deux derniers. 
Le périplasme peut également désigner la partie périphérique du cytoplasme, par opposition au centroplasme.

## Rôle
Le périplasme est le lieu de nombreux phénomènes biochimiques ; en particulier :  
- c'est dans cet espace qu'a lieu l'assemblage du peptidoglycane
- il est aussi impliqué dans la respiration bactérienne
- il est impliqué dans le mouvement flagellaire ; c'est dans cet espace que sont rejetés les protons utilisés lors de ces deux mécanismes, et dans le cas particulier des bactéries spirochètes, les flagelles au lieu d'être externes sont périplasmiques[2] (c'est-à-dire actives et entièrement situés dans le périplasme), permettant, par un mécanisme encore mal compris, à la bactérie qui a une forme de tire-bouchon de se déplacer très rapidement par reptation ou dans un milieu de type gel.
- il peut jouer un rôle dans la résistance aux antibiotiques. Par exemple, chez les Gram-, les antibiotiques doivent pénétrer dans cet espace avant d'atteindre le cytoplasme bactérien, et le périplasme peut contenir des enzymes de résistance aux antibiotiques (par exemple des enzymes de résistance au β-lactamases).